# Wierzchlas (Łódź)
Wierzchlas is een dorp in het Poolse woiwodschap Łódź, in het district Wieluński. De plaats maakt deel uit van de gemeente Wierzchlas en telt 2000 inwoners.